# 태풍 손띤 (2018년)
태풍 손띤(SON-TINH)은 2018년의 제9호 태풍이다. 손띤은 베트남에서 제출한 이름으로 신화 속의 산신 이름이다.

## 개요
2018년 제9호 태풍 손띤은 7월 17일 오전 9시에 중심기압 996hPa, 최대풍속 18m/s, 강풍 반경 280km, 크기 '소형'의 열대폭풍으로 필리핀 마닐라 북북서쪽 약 580km 부근 해상에서 발생하였다.(일본 기상청 태풍정보 속보치 기준) 발생 이후 빠른 속도로 서진하면서 하이난섬을 관통한 뒤 통킹만에 진출하며 미미하게 발달해서 7월 18일 오후 3시에 베트남 하노이 남동쪽 약 350km 부근 해상(통킹만)에서 중심기압 994hPa, 최대풍속 21m/s, 강풍 반경 390km(북쪽 반경)의 세력 '약', 크기 '중형'의 열대 폭풍으로 최성기를 맞이하였다. 최성기 이후 7월 19일 새벽에 베트남에 상륙한 이후 급약화되어서, 7월 19일 오전 9시에 베트남 하노이 남남서쪽 약 270km 부근 육상에서 중심기압 998hPa의 열대저압부로 소멸하였다.

## 같이 보기
- 1994년 태풍
- 태풍 린다
- 태풍 선까 (2017년)
- 태풍 곤파스 (2021년)

## 참고 자료
- Digital Typhoon：Typhoon 201809 (SON-TINH) - 국립 정보학 연구소